# 유도
유도(柔道, 일본어: 柔道 주도[*])는 일본에서 유래된 무도로, 온몸을 사용하여 2명의 선수가 상대를 공격하거나 힘의 역학을 이용하여 공격하는 상대의 허점을 찔러 승패를 겨룬다. 유도가(柔道家, 일본어: 柔道家 주도카[*])란 유도를 하는 사람을 말한다. 다만, 유도 선수와는 다르게 이미 은퇴한 사람(특히 사범 등)의 호칭으로 쓰이고 있다. 유도 기술 중에 안다리 후리기나 바깥다리 후리기(밭다리 후리기)는 씨름에도 존재하는 기술이다.
레슬링과 공통되는 기술들이 존재한다. 
유능제강(柔能制剛)의 원리와 자타공영(自他共榮)의 철학을 실현하려는 무예(武藝)로서 신체의 유연성과 근력 양성, 승부법과 정신수양에 적합한 운동이다. 공격과 방어의 수련과 경기를 통하여 신체를 단련하고 아울러 정신을 수양함으로써, 심신을 가장 유효하게 구사할 수 있는 대도(大道)를 체득하고자 하는 목적을 지니고 있다.

마쓰모도(松本)는 유도의 기원을 일본 유술의 시작에서 보고 있다. 그러나 『일본서기』·『고사기(古事記)』에서 보이는 투기(鬪技: 격기)하는 장면이나 경기하는 모습은 고구려의 고분인 각저총에 보이는 벽화의 내용과 일치하고 있다.

## 경기
유도 경기 단체인 국제유도협회는 1951년 유럽 13개국과 북미 4개국, 오세아니아 1개국, 아시아 1개국 등 총 19개 회원국으로 결성되었다. 1999년 10월 현재 아프리카 40개국, 아시아 36개국, 유럽 50개국, 오세아니아 16개국, 아메리카 40개국 등 182개국의 회원국을 두고 있으며, 대한민국은 1956년 5월 가입하였다. 패럴림픽에서는 주로 청각장애인이 많은 편이다.
유도경기의 점수 제도는 한판 → 절반 순이며, 승부가 나지 않을 경우 골든스코어(승패가 날 때까지) 경기를 실시한다.
- 한판 : ‘한판’에 해당하는 기술이 선언되면 경기가 종료된다.[4]
- 절반 : 기술이 두 번 선언되면 합하여 ‘한판’이 되어 경기가 종료된다.[5]
- 유효 : 유효는 절반에 미치지 못하는 기술을 행했을 때 받을 수 있는 점수로, 지금까지는 절반 1개 이상의 점수를 얻거나 상대방이 지도(반칙) 3개를 기록했을 때 승리할 수 있었지만, 앞으로는 유효로 승리를 거둘 수 있다.[6]
- 아래 이탤릭체(휘어진 글씨)는 씨름에도 존재하는 기술이다.

체급
남자
-60kg
-66kg
-73kg
-81kg
-90kg
-100kg
+100kg

여자
-48kg
-52kg
-57kg
-63kg
-70kg
-78kg
+78kg
혼성 단체전 체급
-57kg 여자
-70kg 여자
+70kg 여자
-73kg 남자
-90kg 남자
+90kg 남자

### 메치기 기술

#### 손 기술
- 업어치기
- 빗당겨치기
- 어깨로메치기
- 띄어치기
- 모로떨어뜨리기
- 띠잡아떨어뜨리기
- 업어떨어뜨리기
- 외깃잡아업어후리기
- 허벅다리비껴되치기
- 한팔업어치기
- 띠잡아뒤집기

#### 허리 기술
- 허리띄기
- 허리껴치기
- 허리채기
- 허리후리기
- 띠잡아허리채기
- 허리튀기
- 소매들어허리채기

#### 발 기술
- 나오는 발차기
- 무릎대돌리기
- 발목받치기
- 밭다리후리기
- 안다리후리기
- 발뒤축후리기
- 안뒤축후리기
- 모두걸기
- 허벅다리걸기
- 발뒤축걸기
- 다리대돌리기
- 발목후리기
- 허리대돌리기
- 두밭다리걸기
- 밭다리걸기
- 모두걸기되치기
- 밭다리되치기
- 안다리되치기
- 허리튀기되치기
- 허리후리기되치기
- 허벅다리되치기
- 빗당겨치기

### 누우면서 메치기 기술

#### 바로 누우며 메치기 기술
- 배대뒤치기
- 안오금띄기
- 누우면서던지기
- 끌어누우며뒤집기

#### 모로 누우며 메치기 기술
- 옆으로떨어뜨리기
- 오금대떨어뜨리기
- 허리튀겨감아치기
- 바깥감아치기
- 모로띄기
- 옆으로누우며던지기
- 모로돌리기
- 모로걸기
- 허리안아돌리기
- 안쪽감아치기
- 밭다리감아치기
- 허벅다리감아치기
- 허리후리기감아치기
- 안뒤축감아치기

### 굳히기 기술

#### 누르기 기술
- 곁누르기
- 뒷곁누르기
- 어깨누르기
- 위누르기
- 위고쳐누르기
- 세로누르기
- 가로누르기

#### 조르기 기술
- 십자조르기
- 역십자조르기
- 외십자조르기
- 맨손조르기
- 안아조르기
- 죽지걸어조르기
- 어깨로조르기
- 양손조르기
- 소매깃잡고조르기
- 주먹조르기
- 삼각조르기

#### 꺾기 기술
- 팔얽어비틀기
- 팔가로누워꺾기
- 어깨대팔꿈치꺾기
- 무릎대팔꺾기
- 겨드랑이대팔꺾기
- 배대팔꺾기
- 다리대팔꺾기
- 손대팔꺾기
- 삼각팔꺾기

### 금지 기술
- 가위치기 KBA - 메치기 기술 (모로 누우며 메치기 기술)
- 안다리꼬아넘기기 KWA - 메치기 기술 (발 기술)
- 허리조르기 DOJ - 굳히기 기술 (조르기 기술)
- 다리얽어비틀기 AGR - 굳히기 기술 (꺾기 기술)

## 띠 구분
유도는 타 무술과 마찬가지로 초단에 도달하면 검은 띠(Black Belt)를 착용한다. 또한 검은띠에 금색의 얇은 줄로 초단은 1줄, 2단은 2줄, 3단은 3줄, 4단은 4줄을 새기도록 되어 있다. 다만, 각 지역별 체육관의 특색에 따라서 그렇게 구분하는 곳도 있고, 그렇지 않는 곳도 있다. 그러나, 유도는 검은 띠가 최고 등급이 아닌 5단까지 착용하는 것이며, 사범에 해당되는 공인 6단 이상에 등극하면 빨간색과 흰색이 20cm 간격으로 각각 반복적으로 혼합되어 있는 띠로 착용한다. 이를 전문용어로 용띠-[룡띠](龍-, Dragon Belt)라고 한다. 유도는 타 무술과 다르게 빨간 띠(Red Belt)가 최고 등급이다. 공인 9단 이상에 등극하면 빨간 띠를 착용한다. 물론, 공인 9단이 착용하는 빨간띠는 일반 띠보다 2배 정도 굵다.
용띠는 아래와 같은 모양을 하고 있다.